# Institute of Race Relations
Pour les articles homonymes, voir IRR.
Pour l'organisation sud-africaine, voir Institut sud-africain des relations raciales.
L'Institute of Race Relations (IRR litt. Institut des relations raciales) est un think tank britannique fondé en 1958 pour publier des recherches sur les relations raciales (en) dans le monde. En 1972, l'organisme est changé pour devenir un think tank antiraciste.
Proposé par Harry Hodson (en) du Sunday Times, l'institut a commencé en 1952 en tant que l'unité des relations raciales du Royal Institute of International Affairs. L'ancien gouverneur des Provinces unies (en) Malcolm Hailey (en) est devenu son premier président, alors que Philip Mason (en) en est devenu son premier directeur. Sous la présidence de sir Alexander Carr-Saunders (en) et alors que Mason en était encore le directeur, le centre de recherche est devenu l'institut des relations raciales.
L'IRR se veut comme un organisme encourageant l'étude et la compréhension des relations entre personnes de différentes races et les conditions dans lesquelles elles vivent. Elle veut aussi améliorer ces relations et augmenter la connaissance sur les questions reliées aux races.